# Synema luteovittatum
Synema luteovittatum är en spindelart som beskrevs av Eugen von Keyserling 1891. Synema luteovittatum ingår i släktet Synema och familjen krabbspindlar. Inga underarter finns listade i Catalogue of Life.